# Diecezja Tarlac
Diecezja Tarlac, diecezja rzymskokatolicka na Filipinach. Powstała w 1963 z terenu diecezji San Fernando i diecezji  Lingayen–Dagupan.

## Lista biskupów
- Jesus Sison (1963–1988)
- Florentino Cinense (1988–2016)
- Enrique Macaraeg (2016–2023)
- Roberto Calara Mallari (od 2024)